# 主題包

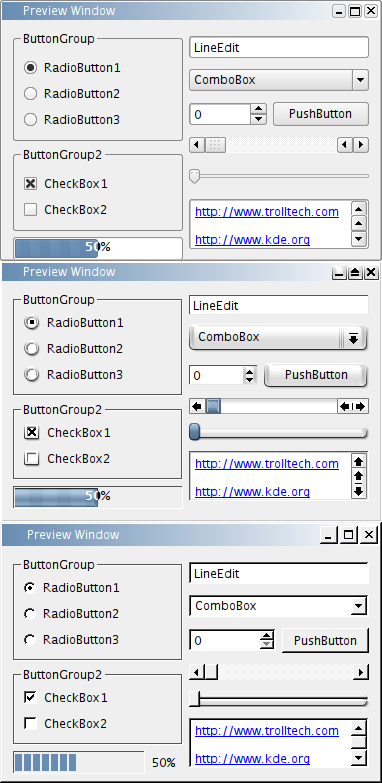
使用不同主题显示的 Qt 框架应用程序

主題包又稱佈景主題，是计算机系统中用於自訂操作系统或应用程序外观的软件包。

## 系统

### 操作系统
Microsoft Windows 最早在 Windows 95 開始在額外的增強套件 Microsoft Plus! 中提供佈景主題功能，並且從 Windows 98 開始內建支援佈景主題。
Linux 對佈景主題的支援取決於選用的窗口管理器及桌面环境。
macOS 沒有原生的佈景主題功能，必須藉由 Kaleidoscope、Unsanity 等第三方應用程式來實現。
Android 本身不支援佈景主題功能，但是其分支系統 CyanogenMod 及 LineageOS 原生支援佈景主題。此外，部分智慧型手機製造商的客製化系統或第三方應用程式允許用戶透過数字发行平台來下載及安裝手機主題包。

### 应用程序
Firefox、Google Chrome 和 Internet Explorer 等网页浏览器支援某些形式的佈景主題。
一些即時通訊客户端、家庭劇院個人電腦和媒体播放器也有著豐富的佈景主題。

### 網站
許多網站都提供更換外观的功能，尤其是社群網站。網站的底層技術（例如XML和XSLT）有助於佈局的重大調整，而CSS可用於產生不同的視覺風格。